# Moje 20. stoletje
Moje 20. stoletje (madžarsko Az én XX. századom) je madžarski črno-beli komično-dramski film, ki ga je režiral in zanj napisal scenarij Ildikó Enyedi, posnet je tudi v nemško-kubanski koprodukciji. V glavnih vlogah nastopajo Dorota Segda, Oleg Jankovski, Paulus Manker, Péter Andorai in Gábor Máté. Zgodba prikazuje sestri dvojčici, psevdoaristokratsko Dóro in anarhistko Lili (obe igra Segda), ki sta odraščali ločeno, dokler ju ne združi skrivnostni popotnik na Orient Expressu Z (Jankovski).
Film je bil premierno prikazan 15. septembra 1989 na Mednarodnem filmskem festivalu v Torontu.  Na Filmskem festivalu v Cannesu je osvojil nagrado zlata kamera za najboljši prvenec (francosko Caméra d'Or). Izbran je bil za madžarskega kandidata za oskarja za najboljši mednarodni film na 62. podelitvi, toda ni prišel v ožji izbor.

## Vloge
- Dorota Segda kot Dóra / Lili / Anya
- Oleg Jankovski kot Z
- Paulus Manker kot Otto Weininger
- Péter Andorai kot Thomas Edison
- Gábor Máté kot K
- Gyula Kéry kot zlatar
- Andrej Schwartz kot Segéd
- Sándor Téri kot Huszár
- Sándor Czvetkó kot mladi anarhist
- Endre Koronczi kot dvigalec
- Ágnes Kovács in Eszter Kovács kot mladi dvojčici